# Palau Pineda
El Palau Pineda és un edifici neoclàssic de la ciutat de València, construït el 1728.

## Origen del nom
L'actual nom, Palau Pineda o Palau de l'Intendent Pineda, ve motivat perquè va ser la residència de l'Intendent General dels Regnes de València i Múrcia, i també Justícia Major de la ciutat, Francesc Salvador de Pineda (Orà, c. 1670- Corunya,1743), casat amb Francisca de Paula Negrete.

## Història
L'edifici es va construir entre 1728 i 1733, per ordre de Francesc Salvador de Pineda, primer propietari de la casa. Encarregat de la recaptació d'impostos al Regne de València (1727-1735), va malversar els fons per a construir aquest palau, per la qual cosa va ser apartat del càrrec i allunyat de la ciutat sense que açò li comportara cap pena accessòria pel que fa a l'exercici del seu ofici. Cap al 1902, el palau va ser ocupat pels pares maristes. El 1918 va ser comprat por la Congregació de Germanes del Sagrat Cor de Jesús i dels Sants Àngels (les angèliques). Durant eixos anys el Palau de Pineda va ser un convent-residència en què vivien no sols ancianes, sinó també dones que per estudis o treball que es desplaçaven fins a València i no tenien on viure. El palau disposava d'una capacitat per a acollir prop de 60 persones. Durant la Guerra Civil l'edifici quasi no va sofrir desperfectes, encara que la riuada del 1957 sí que el va perjudicar seriosament. El 1980 el palau va ser adquirit per la Generalitat Valenciana, que el va restaurar el 1992 en unes obres a càrrec de Vicent González Móstoles i Alejandro Pons Romaní.

## Estructura i estil
La façana neoclàssica es compon de dos pisos de balcons, construïda amb rajoles de tonalitat rogenca. Es caracteritza per la seua simetria, flanquejada per dues torres xicotetes, amb una porta de llinda al centre, on se situa l'escut d'armes dels Pineda. L'escut actualment està molt danyat, però es pot distingir la data de 1732, any de fundació de l'edifici. També hi destaca la llegenda escrita en la filactèria de l'escut, amb el càrrec i el nom del titular. La planta de l'edifici és aproximadament rectangular, amb mesures de 23 x 34 metres. Està compost per vestíbul, entresòl, dos pisos i àtic. També té un jardí posterior, que actualment és la terrassa de la cafeteria. L'edifici ha patit diverses reformes durant la seua història, com els canvis en la distribució interior per a l'adequació del seu ús com a col·legi, i la torreta adossada de la façana posterior. En l'exterior enjardinat del palau, la plaça del Carme, es troba una escultura dedicada al pintor Joan de Joanes.

## Ús actual
En l'actualitat el Palau de Pineda conté aules i sales de reunions, utilitzades habitualment per les entitats que hi tenen la seu, però també a disposició de qualsevol departament de la Generalitat, així com d'altres entitats públiques o privades que ho sol·liciten per a activitats de caràcter formatiu o institucional, d'interés general i sense ànim de lucre. Ara com ara hi tenen la seu administrativa i formativa la Universitat Internacional Menéndez Pelayo (1992).